# Radialna funkcja bazowa

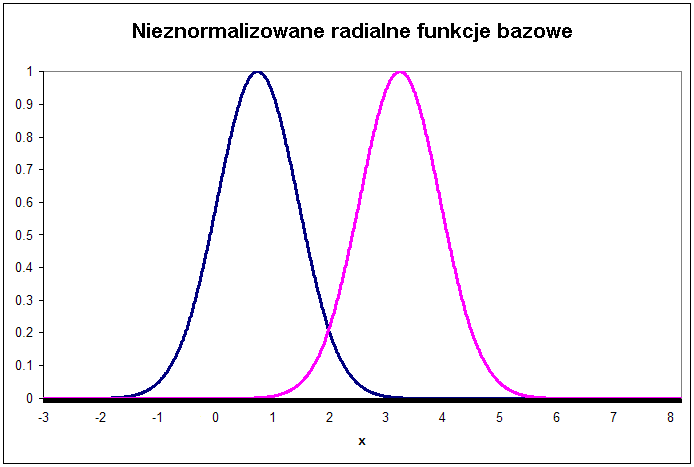
Dwie nieznormalizowane radialne funkcje bazowe, z jednowymiarowym wejściem. Centra są zlokalizowane:

Radialna funkcja bazowa (ang. radial basis function – RBF) – funkcja rzeczywista, której wartość zależy zwykle wyłącznie od odległości od określonego punktu. Funkcje te są używane w funkcjach aproksymacji, dla ciągów prognoz czasowych i sterowania. W sztucznych sieciach neuronowych radialne funkcje bazowe są wykorzystywane jako funkcje aktywacji.
Każda funkcja {\displaystyle \rho } która spełnia własność {\displaystyle \rho (x)=\rho (\|x\|)} jest funkcją radialną. Za normę uznaje się zwykle metrykę euklidesową. Odległość może być mierzona od dowolnego punktu {\displaystyle x_{k}{:}} {\displaystyle \rho (x,x_{k})=\rho (\|x-x_{k}\|).} Punkt {\displaystyle x_{k},} który zwykle jest znanym punktem aproksymacyjnym, nazywamy centrum.

## Metody aproksymacyjne
Wagowa kombinacja radialnych funkcji bazowych
{\displaystyle y(\mathbf {x} )=\sum _{k=1}^{K}w_{k}\rho (\|\mathbf {x} -\mathbf {x} _{k}\|)}
może być użyta do aproksymacji dowolnych funkcji ciągłych z bezwzględną dokładnością dla punktów gęsto położonych. Taka suma może być rozumiana jako typ sztucznych sieci neuronowych, zwanych sieciami radialnych funkcji bazowych. Aproksymacja jest zmienna, co pozwala na „uczenie” współczynników wagowych {\displaystyle w_{k}} stanowiących rozwiązanie układu {\displaystyle K} (liczba wszystkich punktów aproksymacyjnych) równań spełniających warunek:
{\displaystyle y_{k}=\sum _{l=1}^{K}w_{l}\rho _{lk},}
gdzie {\displaystyle y(\mathbf {x} _{k})=y_{k}} oznacza znane wartości aproksymacyjne w znanych punktach aproksymacyjnych {\displaystyle x_{k},} {\displaystyle \rho _{lk}=\rho (\|\mathbf {x} _{l}-\mathbf {x} _{k}\|),} a {\displaystyle l=1,2,\dots ,K.}
Macierz powyższego układu ma postać:
{\displaystyle {\begin{bmatrix}y_{1}\\\dots \\y_{K}\end{bmatrix}}={\begin{bmatrix}\rho _{11}&\dots &\dots \\\dots &\dots &\dots \\\dots &\dots &\rho _{KK}\end{bmatrix}}{\begin{bmatrix}w_{1}\\\dots \\w_{K}\end{bmatrix}}}
i jest symetryczna (co wynika z własności funkcji bazowych i drugiego aksjomatu metryki), a poprzez odpowiedni dobór funkcji bazowych, również dodatnio określona. Metoda funkcji radialnych jest nowoczesną metodą aproksymacyjną. Jej wadą jest jednak konieczność wyznaczenia wektora {\displaystyle K} współczynników aproksymacyjnych {\displaystyle w_{k},} co dla dużych zbiorów danych może być bardzo czasochłonne.

## Przykłady radialnych funkcji bazowych
Zwykle stosuje się następujące typy radialnych funkcji bazowych:
1. liniową: {\displaystyle \rho (r)=r,}
2. sześcienną: {\displaystyle \rho (r)=r^{3},}
3. cienkiej płytki: (ang. thin-plate spline)[2]: {\displaystyle \rho (r)=r^{2}\log(r),}
4. gaussowską: (ang. gaussian): {\displaystyle \rho (r)=\exp(-\beta r^{2}),}
5. wielokwadratową (ang. multiquadratic): {\displaystyle \rho (r)={\sqrt {r^{2}+\beta ^{2}}},}
6. odwrotną wielokwadratową (ang. inverse multiquadratic): {\displaystyle \rho (r)=\left(r^{2}+\beta ^{2}\right)^{-1/2},}
7. wielomianową (ang. polynomial): {\displaystyle \rho (r)=r^{2}+\beta ^{2},}
8. funkcję Wendlanda[3]: {\displaystyle \rho (r)={\begin{cases}\left(1-{\frac {r}{R}}\right)^{4}\left(4{\frac {r}{R}}+1\right)&{\frac {r}{R}}<1\\0&{\frac {r}{R}}\geqslant 1\end{cases}},}
9. funkcję Wu[4]: {\displaystyle \rho (r)={\begin{cases}\left(1-{\frac {r}{R}}\right)^{4}\left(4+16{\frac {r}{R}}+12\left({\frac {r}{R}}\right)^{2}+3\left({\frac {r}{R}}\right)^{3}\right)&{\frac {r}{R}}<1\\0&{\frac {r}{R}}\geqslant 1\end{cases}}.}

Cechą wspólną funkcji bazowych 4–7 jest zastosowanie parametru rozmycia {\displaystyle \beta >0,} pozwalającego na uniknięcie osobliwości lub złego uwarunkowania macierzy układu wynikających między innymi z zerowania się odległości {\displaystyle (r)} dla nakładających się lub bliskich sobie punktów aproksymacyjnych {\displaystyle x_{k}.} Właściwy dobór parametru {\displaystyle \beta } może być jednak problematyczny i zwykle stosuje się tu jakieś dodatkowe kryterium, zależne od właściwości fizycznych analizowanego problemu. Jedną ze znanych propozycji jest kryterium związane z błędem pomiaru odległości punktów aproksymacyjnych. Inną możliwością jest zastosowanie metryki pomiarowej.
Inną możliwością jest określenie minimalnej dopuszczalnej odległości pomiędzy punktami aproksymacyjnymi (ang. data separation), bądź też zastosowanie funkcji bazowych o zwartym nośniku (ang. compact support) 8 lub 9 jakim jest obszar wokół punktu 0 i promieniu {\displaystyle R,} jaki w tym przypadku stanowi parametr kontrolny.
Dodatkowo, dzięki zastosowaniu funkcji o zwartym nośniku typu macierz układu równań, z rozwiązania, którego określane są współczynniki {\displaystyle w_{k}} jest nie tylko symetryczna i dodatnio określona, ale również rzadka, co pozwala na zastosowanie szybkich algorytmów iteracyjnych. Ponadto reprezentacja funkcji aproksymacyjnej ma wtedy charakter lokalny, przez co złożoność obliczeniowa samego procesu aproksymacji jest znacznie mniejsza.